# Đình Bảo
Nguyễn Hoàng Đình Bảo (sinh ngày 3 tháng 9 năm 1981) là một nam ca sĩ kiêm nhạc sĩ người Việt Nam. Anh từng là thành viên của nhóm nhạc AC&M sau đó anh qua Mỹ định cư và tiếp tục hoạt động âm nhạc tại hải ngoại.

## Cuộc đời và sự nghiệp
Đình Bảo sinh năm 1981, anh theo học tại Nhạc viện Thành phố Hồ Chí Minh từ năm 1998 đến năm 2008. Anh là thành viên của nhóm nhạc AC&M thành lập năm 2001 dưới sự dẫn dắt của NSND Trần Hiếu. Hoạt động đến năm 2009 thì nhóm tan rã, Đình Bảo sau đó sang Mỹ du học. Thời gian đầu ở Mỹ anh ở cùng bố mẹ tại San Jose rồi chuyển về Nam California sau khi ký hợp đồng với trung tâm Thúy Nga. Anh còn mở trường dạy nhạc và một phòng thu riêng.
Năm 2017, Đình Bảo về nước biểu diễn kết hợp cùng nữ ca sĩ Hà Trần trong đêm nhạc "Greatest hits" diễn ra tại Thành phố Hồ Chí Minh. Năm 2020, anh thực hiện dự án "Đình Bảo - The Story" là loạt MV gồm 12 ca khúc như "Thương nhau ngày mưa", "Vùng trời bình yên" đều được quay hình tại Đà Lạt. Năm 2021, anh phát hành MV "Sống như tia nắng mặt trời" do chính anh sáng tác và thực hiện. Tác phẩm có sự tham gia của hơn 40 nghệ sĩ nhằm san sẻ với người dân Sài Gòn giữa đại dịch COVID-19. MV sau đó được vinh danh tại Giải Mai Vàng. Năm 2025, Đình Bảo ra mắt nền tảng phân phối âm nhạc toàn cầu CRIIO.

## Đời tư
Đình Bảo kết hôn vào năm 2017 với Helen Nguyễn, cô làm giám đốc kiểm định chất lượng tại Louis Vuitton. Cả hai có một cô con gái tên Harper.

## Sản phẩm âm nhạc

### Album lúc trong nhóm AC&M
- Vol 1: AC&M (2003)
- Vol 2: Xin chào (2003)
- Vol 3: Đêm nay có mưa rơi (2005)
- Vol 4: Một tình yêu (2006)
- Vol 5: Khát vọng (2008)
- Hoa cỏ may (2005 - Album solo)

### Sáng tác
- "Câu chuyện hôm nay"
- "Bốn mùa đợi mong"
- "Nguồn sáng trong tim tôi"
- "Phút giao mùa"
- "Em có về qua đây"
- "Tháng năm trong lòng nhớ"
- "Những kỷ niệm yêu"

### Album
- Bông cỏ may (phát hành trong nước)
- Cánh gió (trung tâm Thúy Nga đại diện phát hành)
- Đời đá vàng (thực hiện với Bằng Kiều và Thiên Tôn)
- Cuộc tình đã mất
- Đền tạ trái tim mẹ (trung tâm Thúy Nga đại diện phát hành)
- Xin vâng (trung tâm Thúy Nga đại diện phát hành)
- Giáng sinh lạnh (thực hiện với Hiền Thục)

### MV
- "Những kỷ niệm yêu" (Đình Bảo)
- "Ánh sáng và bóng tối" (Linh mục Quang Uy, Linh mục Tiến Lộc, MK Thúy Trang)
- "Áo trắng áo xanh" (Hoài An) - thể hiện cùng 34 ca sĩ của trung tâm Thúy Nga
- Series The Story gồm 12 MV thu hình tại Đà Lạt[5]

### Phim ảnh
- Acappella (2007)[12]